# Landkreis Hrubieszów
Powiat Hrubieszów (niem. Landkreis Hrubieszów, Kreishauptmannschaft Hrubieszów, pol. powiat hrubieszowski) – jednostka podziału administracyjnego Generalnego Gubernatorstwa w latach 1939–1944, wchodząca w skład dystryktu lubelskiego. Siedziba powiatu znajdowała się w Hrubieszowie.
Po wybuchu II wojny światowej i agresji ZSRR na Polskę obszar II Rzeczypospolitej przedzieliła Linia Mołotowa. Na części terenów II RP okupowanych wojskowo przez III Rzeszę (a więc tej, która nie została anektowana bezpośrednio przez Niemców), na podstawie dekretu Adolfa Hitlera z 12 października 1939 (z mocą obowiązującą od 26 października 1939), utworzono jednostkę administracyjno-terytorialną o nazwie Generalne Gubernatorstwo. Generalne Gubernatorstwo podzielone na cztery dystrykty, a te z kolei były podzielone na powiaty, gminy zbiorowe i wsie (właściwie dawne polskie gromady).
Jednym z powiatów dystryktu lubelskiego był Landkreis Hrubieszów. Objął on początkowo tylko obszary należące przed wojną:
- do powiatu hrubieszowskiego w województwie lubelskim (w całości): miasta Hrubieszów i Dubienka oraz gminy Białopole, Dołhobyczów, Grabowiec, Horodło, Kryłów, Miączyn, Mieniany, Miętkie, Mołodiatycze, Moniatycze, Uchanie i Werbkowice,
- do powiatu sokalskiego w województwie lwowskim (tereny na zachód od Bugu i na północ od Sołokii) – gminy Chorobrów i Waręż Miasto w całości, miasto Bełz i północną część gminy Bełz[4], północno-zachodnią część gminy Krystynopol[5], zachodnią część gminy Skomorochy[6] oraz zachodnią część miasta Sokala (Zabuże i Żwirkę)[7].

Okupanci dokonali jednocześnie kilku zmian w podziale administracyjnym powiatu. Zniesiono miasto Bełz, włączając je do gminy Bełz. Zniesiono też miasto Dubienka, a z jego obszaru i z 13 gromad gminy Białopole (Janostrów, Jasienica, Józefów, Kajetanówka, Krynica, Mateuszowo, Nowo-Kajetanówka, Rogatka, Skryhiczyn, Stanisławówka, Starosiele, Tursko i Uhańka) utworzono nową gminę Dubienka. Wschodnie dzielnice Sokala przekształcono w gromady wiejskie Zabuże i Żwirkę, włączając je do gminy Krystynopol. Cztery znajdujące się pod administracją Niemców gromady gminy Skomorochy (Cieląż, Horodłowice, Pieczygóry i Ulwówek) włączono do gminy Chorobrów, natomiast od gminy Chorobrów odłączono jej najdalej na zachód wysunięte gromady Nuśmice i Uhrynów, włączając je do gminy Dołhobyczów
29 kwietnia 1940 zmieniono podział dystryktu lubelskiego znosząc Landkreis Tomaschow-Lubelski, którego obszar podzielono między Landkreis Zamosc i Landkreis Hrubieszów. Większa część Landkreis Tomaschow-Lubelski przypadła Landkreisowi Zamosc, natomiast do Landkreis Hrubieszów włączono trzy gminy:
- dwie gminy – Telatyn i Poturzyn – należące przed wojną do powiatu tomaszowskiego w woj. lubelskim,
- jedną gminę – gminę Tarnoszyn z włączoną do niej północną częścią miasta Uhnów z Zastawiem – należącą przed wojną do powiatu rawskiego w woj. lwowskim.

Okupanci dokonali jednocześnie kilku zmian. Włączenie do Landkreis Hrubieszów gminy Poturzyn umożliwiło wyrównanie ekstremalnie zygzagowatowej linii gminnej (historycznej granicy między powiatami tomaszowskim i hrubieszowskim). Od gminy Poturzyn odłączono gromady Radków i Radków-Kolonia, włączając je do gminy Telatyn, oraz gromadę Wólka Poturzyńska, włączając ją do gminy Dołhobyczów. Natomiast do gminy Poturzyn włączono gromady Dąbrowa, Radostów, Wiszniów, Wiszniów Duży i Wiszniów Mały z gminy Miętkie, oraz gromadę Wereszyn z gminy Kryłów. Wreszcie do gminy Kryłów włączono gromady Łasków i Łasków-Kolonia z gminy Miętkie.
Po zmianach tych Landkreis Hrubieszów obejmował 1 miasto (Hrubieszów) i 20 gmin zbiorowych, podzielonych na 331 wsi (gromad).
Wraz z wybuchem wojny niemiecko-radzieckiej 22 czerwca 1941, hitlerowcy okupowali całość radzieckiego obwodu lwowskiego, włączając go do Generalnego Gubernatorstwa. Mimo że terytoria przedwojennych powiatów sokalskiego i rawskiego znalazły się teraz pod jedną administracją niemiecką, okupanci nie zdecydowali się na połączenie obszarów w granicach Landkreis Hrubieszów z nowo zdobytymi obszarami, tworząc dla nich nowe powiaty Landkreis Kamionka Strumiłowa (dla Sokalszczyzny) i Landkreis Rawa Ruska (dla Rawszczyzny) w nowym dystrykcie Galicja.
Landkreis Hrubieszów funkcjonował do 25 lipca 1944. 22 sierpnia 1944 w nowym województwie lubelskim przywrócono powiat hrubieszowski w granicach wojennego Landkreis Hrubieszów oprócz gmin Telatyn i Poturzyn. Dekret PKWN z 21 sierpnia 1944 (Art. 12), postulował uchylenie podziału administracyjnego wprowadzonego przez okupanta, jednak przy powiecie hrubieszowskim pozostały wszystkie tereny należące przed wojną do powiatu sokalskiego, jako że duża część tego powiatu wraz z samym Sokalem znajdowała się od lipca 1944 pod administracją ZSRR (w rejonach  sokalskim, radziechowskim, wielkomostowskim i rawskim). To samo dotyczyło należącej przed wojną do powiatu rawskiego gminy Tarnoszyn (zasadnicze części przedwojennego powiatu rawskiego z samą Rawą Ruską znajdowały się od lipca 1944 pod administracją ZSRR, w rejonach lubaczowskim, horynieckim, magierowskim, niemirowskim, rawskim i uhnowskim). Dekret PKWN z 21 sierpnia 1944 mógł zatem w praktyce zanuluować jedynie zmianę na szczeblu powiatowym dotyczącą gmin Telatyn i Poturzyn, które na jego mocy powróciły do reaktywowanego powiatu tomaszowskiego w woj. lubelskim. Natomiast specjalnym rozporządzeniem Rady Ministrów z 7 lipca 1945 do powiatu tomaszowskiego z powiatu hrubieszowskiego włączono 9 sierpnia 1945 dawniej rawską gminę Tarnoszyn. Zmina ta była podyktowana dużo bliższym położeniemTarnoszyna względem Tomaszowa Lubelskiego aniżeli Hrubieszowa.
Na szczeblu gminnym, jedyną zmianą  na obszarze rdzennego powiatu hrubieszowskiego wprowadzoną przez okupanta, której nie anulowano było włączenie gromady Wereszyn do gminy Dołhobyczów, zamiast z powrotem do gminy Kryłów (podczas wojny była w gminie Poturzyn). Zmian gminnych obejmujących terytorium rdzennego powiatu sokalskiego nie rewertowano, a jedyną zmianą dotyczącą terytorium rdzennego powiatu rawskiego było włączenie gromady Zastawie do wiejskiej gminy Uhnów w powiecie tomaszowskim, zamiast z powrotem do zniesionego miasta Uhnowa, którego nie reaktywowano (podczas wojny była w gminie Tarnoszyn).
W ramach umowy o zmianie granic z 15 lutego 1951 obszerne połacie położonej w Polsce Sokalszczyzny oraz część przedwojennego powiatu rawskiego odstąpiono ZSRR, tworząc z nich nowy rejon zabuski. W odniesieniu do powiatu hrubieszowskiego, odłączono od niego na korzyść ZSRR:
- całą gminę Krystynopol,
- całą gminę Chorobrów w granicach (po)wojennych; w odniesieniu do granic przedwojennych, przy Polsce pozostał tylko niewielki skrawek gminy Chorobrów między Honiatynem a Zaręką, obejmujący las Rogalszczyzna i osadę Dołhobyczów-Kolonia (obszary te przed stanowiły wojną część Uhrynowa), a które podczas wojny i po wojnie należały do gminy Dołhobyczów,
- większą część terytorium gminy Bełz z siedzibą Bełzem (6 gromad, które pozostały przy Polsce, utworzyły szczątkową gminę Chłopiatyn),
- mniejszą część terytorium gminy Waręż, aczkolwiek z siedzibą Warężem (10 gromad, które pozostały przy Polsce, utworzyły gminę Hulcze),
- niewielką część terytorium gminy Dołhobyczów, obejmującą gromady Nuśmice, Piaseczno, Pawłowice i Uhrynów (oprócz lasu Rogalszczyzna i osady Dołhobyczów-Kolonia, które pozostały przy Polsce); Piaseczno i Pawłowice to historycznie dołhobyczowskie (a zarazem lubelskie) gromady, natomiast Nuśmice i Uhrynów należały przed wojną do gmina Chorobrów, a do gminy Dołhobyczów zostały włączono podczas wojny.

## Miejscowości
Lista największych miejscowości w Landkreis Hrubieszów w 1943 roku.
| Miejscowość  | Status | Liczba mieszkańców 1.III.1943 | Gmina        |
| ------------ | ------ | ----------------------------- | ------------ |
| Hrubieszów   | miasto | 10280                         | Hrubieszów   |
| Bełz         | wieś   | 2741                          | Bełz         |
| Horodło      | wieś   | 2030                          | Horodło      |
| Dubienka     | wieś   | 1987                          | Dubienka     |
| Strzyżów     | wieś   | 1735                          | Horodło      |
| Boratyn      | wieś   | 1724                          | Krystynopol  |
| Rzeczyca     | wieś   | 1715                          | Tarnoszyn    |
| Ostrów       | wieś   | 1715                          | Krystynopol  |
| Uhrynów      | wieś   | 1589                          | Dołhobyczów  |
| Ulhówek      | wieś   | 1453                          | Tarnoszyn    |
| Wojsławice   | wieś   | 1412                          | Chorobrów    |
| Korczów      | wieś   | 1360                          | Tarnoszyn    |
| Poturzyn     | wieś   | 1320                          | Poturzyn     |
| Nieledew     | wieś   | 1300                          | Moniatycze   |
| Dołhobyczów  | wieś   | 1287                          | Dołhobyczów  |
| Turkowice    | wieś   | 1266                          | Miętkie      |
| Werbkowice   | wieś   | 1254                          | Werbkowice   |
| Zawisznia    | wieś   | 1251                          | Krystynopol  |
| Podhorce     | wieś   | 1244                          | Werbkowice   |
| Trzeszczany  | wieś   | 1231                          | Mołodiatycze |
| Tarnoszyn    | wieś   | 1226                          | Tarnoszyn    |
| Dobraczyn    | wieś   | 1218                          | Krystynopol  |
| Czerniczyn   | wieś   | 1215                          | Mieniany     |
| Mircze       | wieś   | 1208                          | Miętkie      |
| Oszczów      | wieś   | 1172                          | Dołhobyczów  |
| Żużel        | wieś   | 1167                          | Bełz         |
| Siebieczów   | wieś   | 1157                          | Bełz         |
| Terebin      | wieś   | 1150                          | Werbkowice   |
| Kryłów       | wieś   | 1131                          | Kryłów       |
| Dyniska      | wieś   | 1129                          | Tarnoszyn    |
| Tudorkowice  | wieś   | 1119                          | Chorobrów    |
| Zabuże       | wieś   | 1119                          | Krystynopol  |
| Prehoryłe    | wieś   | 1115                          | Kryłów       |
| Szychowice   | wieś   | 1110                          | Kryłów       |
| Grabowiec    | wieś   | 1103                          | Grabowiec    |
| Gozdów       | wieś   | 1091                          | Werbkowice   |
| Krystynopol  | wieś   | 1090                          | Krystynopol  |
| Nowy Dwór    | wieś   | 1088                          | Krystynopol  |
| Starawieś    | wieś   | 1064                          | Telatyn      |
| Korczmin     | wieś   | 1050                          | Tarnoszyn    |
| Telatyn      | wieś   | 1046                          | Telatyn      |
| Mołodiatycze | wieś   | 1042                          | Mołodiatycze |
| Leszczków    | wieś   | 1040                          | Waręż        |
| Cichobórz    | wieś   | 1017                          | Mieniany     |
| Miączyn      | wieś   | 1001                          | Miączyn      |
| Wasylów      | wieś   | 1001                          | Tarnoszyn    |